# كيث سوير
كيث سوير (بالإنجليزية: Keith Sawyer) هو عالم نفس أمريكي، ولد في 28 أبريل 1960.